# 12 محرم
- السبت
- الأحد
- الاثنين
- الثلاثاء
- الأربعاء
- الخميس
- الجمعة

- 2521 يونيو 2025
- 2622 يونيو 2025
- 2723 يونيو 2025
- 2824 يونيو 2025
- 2925 يونيو 2025
- 126 يونيو 2025
- 227 يونيو 2025
- 328 يونيو 2025
- 429 يونيو 2025
- 530 يونيو 2025
- 61 يوليو 2025
- 72 يوليو 2025
- 83 يوليو 2025
- 94 يوليو 2025
- 105 يوليو 2025
- 116 يوليو 2025
- 127 يوليو 2025
- 138 يوليو 2025
- 149 يوليو 2025
- 1510 يوليو 2025
- 1611 يوليو 2025
- 1712 يوليو 2025
- 1813 يوليو 2025
- 1914 يوليو 2025
- 2015 يوليو 2025
- 2116 يوليو 2025
- 2217 يوليو 2025
- 2318 يوليو 2025
- 2419 يوليو 2025
- 2520 يوليو 2025
- 2621 يوليو 2025
- 2722 يوليو 2025
- 2823 يوليو 2025
- 2924 يوليو 2025
- 3025 يوليو 2025

12 مُحرَّم أو 12 مُحرَّم الحرام أو يوم 12 \ 1 (اليوم الثاني عشر من الشهر الأوَّل) هو اليوم الثاني عشر من أيَّام السنة وفق التقويم الهجري القمري (العربي). يبقى بعده 342 أو 343 يومًا لانتهاء السنة.

## أحداث
- 694 هـ - العادل زين الدين كتبغا المنصوري يتولى الحكم ليصبح عاشر سلطان للدولة المملوكية.
- 1120 هـ - القوات العثمانية والمجاهدون الجزائريون يتمكنون من فتح مدينة وهران الجزائرية التي كان يسيطر عليها الإسبان، بعدما استشهد 7500 مسلم، مقابل سقوط 15 ألف قتيل إسباني، وأسر 5 آلاف آخرين.
- 1323 هـ - ولاية الشيخ عبد الرحمن الشربيني مشيخة الجامع الأزهر، وهو الإمام السابع والعشرون في ترتيب مشايخ الجامع الأزهر.
- 1326 هـ - انتخاب محمد فريد بك زعيمًا للحزب الوطني المصري خلفًا لمصطفى كامل.
- 1339 هـ - الفرنسيون بقيادة الجنرال هنري غورو يهزمون قوات الأمير فيصل بن الشريف حسين بن علي ويدخلون دمشق.
- 1358 هـ - مهاتما غاندي يبدأ بالصوم في مومباي دفاعًا عن وحده واستقلال الهند.
- 1361 هـ - الألمان النازيون يستولون على مدينة بنغازي الليبية أثناء الحرب العالمية الثانية.
- 1375 هـ - قيام القوات الإسرائيلية بمذبحة مروعة في خان يونس بفلسطين، تسفر عن استشهاد 36 شخصًا، وإصابة 31 من المواطنين العزل.
- 1399 هـ - قيام الملك خالد بن عبد العزيز بافتتاح مدينة الأمير سلطان الطبية العسكرية الواقعة بمدينة الرياض رسميًا.
- 1406 هـ - تونس تقطع علاقاتها الدبلوماسية مع ليبيا.
- 1408 هـ -
  - الطائرات الإسرائيلية تغير على قواعد الفدائيين قرب صيدا وتقتل وتصيب 100.
  - إيران تطلق صاروخ «أرض / أرض» على الكويت أدى إلى وقوع خسائر فادحة.
- 1425 هـ - جماعة الإخوان المسلمون تعلن عن مبادرة للإصلاح الشامل في مصر، تتضمن 13 محورًا للإصلاح من وجهة نظرها، وتأتي ضمن ردة الفعل على ما طرح من مبادرة الشرق الأوسط الكبير التي تبنتها الولايات المتحدة الأمريكية.
- 1430 هـ - مجلس الأمن الدولي يتبنى القرار رقم 1860 الداعي إلى وقف فوري لإطلاق النار في قطاع غزة يليه انسحاب كامل للقوات الإسرائيلية وذلك لإيقاف الحرب الإسرائيلية على القطاع.
- 1433 هـ -
  - القائم بأعمال الرئيس اليمني عبد ربه منصور هادي يصدر مرسومًا بتشكيل حكومة الوحدة الوطنية التي يرأسها المعارض محمد باسندوة وذلك تنفيذًا لبنود المبادرة الخليجية لحل الأزمة اليمنية.
  - حكومة كمال الجنزوري تؤدي اليمين أمام المشير محمد حسين طنطاوي، والمجلس الأعلى للقوات المسلحة يصدر مرسومًا يفوض رئيس مجلس الوزراء كمال الجنزوري في مباشرة الاختصاصات المخولة لرئيس الجمهورية بمقتضى القوانين واللوائح، فيما عدا اختصاصات رئيس الجمهورية الواردة بقوانين القوات المسلحة والهيئات القضائية.
  - المجلس الوطني التأسيسي التونسي يصادق علي الدستور المؤقت الذي ينظم السلطات ويفتح الباب لانتخاب رئيس مؤقت للبلاد.
- 1439 هـ - هجوم انتحاري يستهدف قسم شرطة حي الميدان وسط العاصمة السورية دمشق، ما أسفر عن مقتل أكثر من 15 شخصاً وإصابة آخرين.
- 1440 هـ - مسلحون يُهاجمون عرضًا عسكريًّا إيرانيًّا في الأهواز جنوب غرب إيران، في ذكرى حرب الخليج الأولى، مما أدى إلى مقتل 29 شخصًا وإصابة أكثر من 53 آخرين، وتبنى كل من تنظيم داعش وحركة النضال العربي لتحرير الأحواز هذا الهجوم.
- 1447 هـ - 
  - حريقٌ في مبنى سنترال رمسيس بالقاهرة يودي بحياة أربعة أشخاص وإصابة ثلاثة وثلاثين آخرين، ويؤدي لانقطاع مؤقت لخدمات الاتصالات والإنترنت في عدة مناطق في مصر.
  - الرئيس الأمريكي دونالد ترمب يعلن إلغاء تصنيف هيئة تحرير الشام منظمةً إرهابية أجنبية تماشيًا مع إزالة العقوبات الدولية على سوريا بعد سقوط نظام الأسد.

## مواليد
- 1307 هـ - عبد الرحمن بن ناصر السعدي، فقيه ومفسر سعودي.
- 1312 هـ - محمود تيمور، أديب وكاتب قصصي مصري.
- 1343 هـ - محمد ضياء الحق، رئيس باكستان.
- 1354 هـ - نايف أبو عبيد، شاعر أردني.
- 1399 هـ - إنجي شرف، ممثلة مصرية.

## وفيات
- 693 هـ - الأشرف صلاح الدين خليل، ثامن سلاطين الدولة المملوكية البحرية.
- 1251 هـ - المختار بن عبد المالك الجامعي، كبير وزراء السلطان المغربي أبو الفضل عبد الرحمن بن هشام.
- 1373 هـ - إسماعيل آل ياسين، شاعر عراقي.
- 1391 هـ - كيرلس السادس، بابا الإسكندرية وبطريرك الكرازة المرقسية السادس عشر بعد المائة.
- 1404 هـ - أحمد توفيق المدني، مناضل ووزير ومؤرخ جزائري، وهو صاحب كتاب تقويم المنصور.
- 1426 هـ -
  - محمد الطاهر رويس، أستاذ وإمام وفقيه ومؤرخ تونسي.
  - عبد الرحيم البرعي، عالم دين ومتصوف سوداني.
- 1429 هـ - سعاد مكاوي، مطربة مصرية.
- 1431 هـ - الحبيب بورقيبة الابن، سياسي تونسي.

## وصلات خارجية
- موقع قصة الإسلام: حدث في شهر محرم.